# Oscillation quasi biennale

Diagramme en fonction du temps et de l'altitude du vent équatorial (u) en m/s entre 20 et 35 km d'altitude de 1981 à 1991. Les valeurs positives montrent un vent d'ouest.

L’oscillation quasi biennale (OQB) est un changement oscillatoire de la direction des vents dans la stratosphère équatoriale, jusqu'à environ 12 degrés de l'équateur, ayant une période entre 24 et 30 mois (de 26 à 29 mois selon Akstinas & al. en 2015) ; 28 mois en moyenne.
Les vents changent d'abord de direction générale de l'ouest vers l'est, et vice-versa, au  sommet de la stratosphère à environ 30 km d'altitude. Le changement se propage vers le bas à une vitesse de 1 km par mois mais décroît quand il atteint 23 km d'altitude. Cette propagation est plus irrégulière avec les vents d'est et l'amplitude de ce changement est le double de celle des vents d'ouest.
En 2015, des scientifiques de l'Institut Max Planck ont publié un article sur une anomalie de grande ampleur dans ce cycle, jamais observée depuis que les mesures existent soit environ 60 ans, et s’interrogèrent sur l'influence du réchauffement climatique sur cette oscillation.

## Théorie
L’OQB a été découverte durant les années 1950 grâce aux radiosondages, mais aucune explication n'a été trouvée à cette époque. Les données ont montré qu'elle n'était pas reliée à une variation annuelle, comme les autres changements de la stratosphère.
Dans les années 1970, Richard Lindzen et James R. Holton ont noté que l’oscillation provenait d'ondes atmosphériques provenant de la troposphère tropicale, se propageant vers le haut, et qui se dissipent dans la stratosphère par refroidissement radiatif. La nature exacte du mécanisme a fait l'objet de nombreuses hypothèses. Récemment, les ondes de gravité ont été reconnues comme un des facteurs majeurs,.

## Effets
L’oscillation quasi biennale permet le mélange de certains aérosols, (y compris destructeurs de la couche d'ozone), des gaz atmosphériques et en particulier de la vapeur d'eaul'ozone stratosphérique qui nous protège des UV solaires, et la modification des zones de précipitations de la mousson. 
Elle influence également la circulation atmosphérique de l'hémisphère nord en hiver, lors d'un réchauffement de la stratosphère par l'inversion soudaine du vortex polaire, et elle influe sur la composition du vortex antarctique.
Un lien avec le phénomène ENSO a aussi été établi en 2015 par Xue & al. et ses collègues

### Anomalie de 2015-2016
Depuis sa découverte, le cycle décrit ci-dessus avait toujours (durant 60 ans) présenté une grande régularité, au point d'être considéré comme une constante stabilisatrice de l'atmosphère dans les modèles atmosphériques et météorologiques .
Cependant fin 2015 la NASA y relève une anomalie à grande échelle (toute la zone tropicale de l'hémisphère nord était concernée), qui a perduré environ 6 mois . 
Le début de l'anomalie a été signalée en février 2016 par des scientifiques chargés d'étudier les mesures rapportées par un ballon météo au-dessus de Singapour. Une bande de vents d'est était apparue comme prévu au-dessus de la zone des vents d'ouest, mais elle a été interrompue fin 2015 par une nouvelle bande de vents d'ouest apparue en dessous, empêchant la QBO de terminer son cycle normal.
De manière tout à fait inattendue, les vents d'ouest au lieu de s'affaiblir en descendant jusqu'à une altitude d'environ 16 kilomètres pour faire place à une nouvelle couronne de vents d'est, ont remonté en altitude en empêchant des vents d'est de se former comme d'habitude, et des vents d'est jamais observés sont apparus plus bas (zone de 40 hPa) dans la stratosphère. Cette anomalie a duré environ 6 mois. En juillet 2016, la situation semblait être revenue à la normale. La NASA étudie cette anomalie pour en trouver les causes (El Niño qui a été particulièrement fort en 2016 et/ou le dérèglement climatique pourraient être en cause, mais ceci est à confirmer).
Conséquences possibles
- Une conséquence directe pourrait être une perturbation des prévisions saisonnières car cette anomalie n'est pas prévue par les modèles météorologiques classiques qui s'appuient sur la QBO pour leurs prévisions à moyen terme (prévisions saisonnières) et qui la considèrent comme l'un des stabilisateurs du climat mondial. En effet, si la QBO concerne la zone tropicale, elle affecte indirectement la météo mondiale, via son influence sur la circulation des masses d'air à des altitudes et à des latitudes élevées[12] (jusqu'au-dessus des pôles comme le montrent ses effets sur le trou de la couche d'ozone. La circulation de certains polluants (dont ceux affectant l'ozone) pourrait aussi être affectée. Cet écart inattendu de la QBO, même si la situation semble être redevenue normale en 6 mois est « une sorte de choc » pour les prévisionnistes qui pourraient perdre une partie de leur capacité à prédire le temps. « Tous les manuels de prévision météorologique doivent être réécrits » dit Kevin Hamilton, universitaire spécialiste de l'atmosphère au Pacific Research Center de Hawaï (Honolulu) et co-auteur d'une étude publiée dans la revue Science[12].
- La QBO semble moduler l'oscillation nord-atlantique, qui elle-même contrôle la météorologie européenne. Quand les vents de la QBO sont dans une phase Ouest, les jeux de pression sur l'Atlantique Nord tendent à être plus extrêmes, en renforçant certains vents ; l'Europe du Nord risque alors de connaitre des périodes plus chaudes, des hivers orageux et des inondations (dont au Royaume-Uni). Le retour anormal à des vents d'ouest à haute altitude pourrait peut-être annoncer un autre hiver plus orageux selon Scott Osprey, climatologue à l'Université d'Oxford (Royaume-Uni) et auteur principal de l'étude[12].
- Le changement climatique n'est peut-être pas la source première de cette anomalie, mais il pourrait avoir exacerbé certaines chaines de réactions atmosphériques. « On ne peut rencontrer un tel phénomène nouveau sans se demander s'il n'est pas dans une certaine mesure un effet du changement climatique » commente Anne Smith (qui étudie l'atmosphère au Centre national de recherche atmosphérique de Boulder ; Colorado)[12]. Les auteurs de la première étude parue sur le sujet (Osprey & al. 2016)[13] craignent que le réchauffement climatique ne ralentisse le QBO et le rendre plus vulnérable à de futures perturbations. C'est ce qu'invite à penser l'un des trois modèles climatiques qu'ils ont étudiés. Un scénario de changement climatique extrême prévoyant un réchauffement d'environ 3,7 °C avant la fin de 2016 suggère en effet des perturbations de QBO pouvant se  produire jusqu'à trois fois par siècle. Si le réchauffement est effectivement en cause dans cette anomalie, elle pourrait ne pas être la dernière[12].

Hypothèses explicatives
- Le coupable pourrait être l'El Niño de l'hiver 2015, pour deux raisons : il a apporté des eaux anormalement chaudes à l'est du Pacifique équatorial ; il a aussi modifié les ondes atmosphériques et des conditions météorologiques bien au-delà des tropiques[12]. 2014 et 2015 ont encore été des années records en termes de chaleur.
- Une autre possibilité, peut-être en lien avec la précédente, serait qu'une autre anomalie serait en cause, voire un facteur déclenchant : un « " blob " d'eau chaude »[14] du nord de l'océan Pacifique constaté depuis 2013 ait contribué à un réchauffement stratosphérique anormal (hivers 2013-2014 et 2015-2016) dans les hautes latitudes de l'hémisphère Nord[12].